# Okruh Hluboký
 Okruh Hluboký je okružní 3,5 kilometrů dlouhá zeleně značená turistická trasa Klubu českých turistů na pomezí Východolabské a Orlické tabule v okrese Pardubice obsluhující turistickou oblast severně od Holic okolo stejnojmenného rybníka. V seznamu tras KČT má číslo 4243.

## Průběh trasy
Okruh má svůj výchozí i koncový bod u vstupu do stejnojmenného autokempu bez návaznosti na žádnou další turistickou trasu. Nejprve vede východním směrem po asfaltové komunikaci, ale po 150 metrech přechází na lesní cestu a vstupuje do souběhu s naučnou stezkou Viselce. Společně vedou střídavě severovýchodním a severním směrem kolem autokempu, chatovou osadou a po hrázi rybníka Blažek. Severně od něj v lese Viselce vstupují obě trasy do krátkého souběhu se žlutě značenou trasou 7465 z Holic do Třebechovic pod Orebem. Současně se s tímto souběhem končí i souběh s naučnou stezkou Viselce. Okruh se stáčí na severozápad, prochází pod hrází rybníka Špičník a opouští lesní masív. Krátce na to se v polích stáčí k jihu a vede nejprve polem a poté lesem k hrázi rybníka Hluboký. Za ní vstupuje na asfaltovou komunikaci, která jej dovádí zpět do výchozího bodu.

## Turistické zajímavosti na trase
- rybníky Hluboký, Blažek a Špičník
- Naučná stezka Viselce
- vyhlídkové body v severozápadní části okruhu